# Jana Skalická
Jana Skalická (25. března 1957 Jaroměř – 1. dubna 2015) byla česká výtvarnice a pedagožka.

## Život

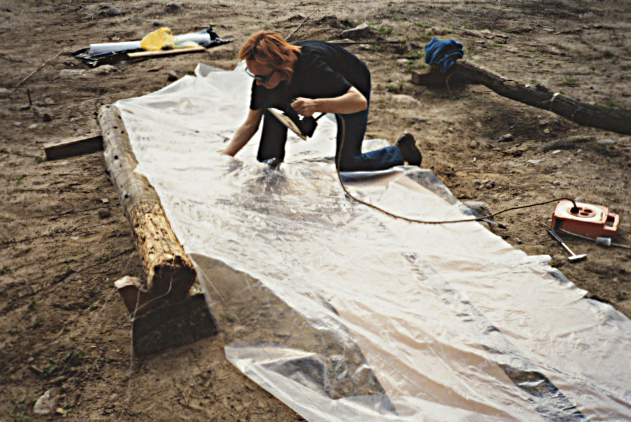
Jana Skalická při práci, Bienále Evropská výměna Východ – Západ, Zámek Wojnowice, 1993

Vystudovala gymnázium v Plzni. Po maturitě se provdala za fotografa Jaroslava Beneše a spolu s ním se přestěhovala do Prahy. Zde vystudovala v letech 1976-1979 Školský ústav umělecké výroby.
Opakovaně se zúčastňovala přijímacích zkoušek na Vysokou školu uměleckoprůmyslovou, ale z kádrových důvodů nebyla nikdy přijata. V roce 1979 pracovala jako učitelka výtvarné výchovy v Domě dětí v Horních Počernicích, v letech 1980-1990 pak jako uklízečka.
V letech 1989–1998 působila jako asistentka v ateléru všeobecného sochařství prof. Kurta Gebauera na Vysoké škole uměleckoprůmyslové v Praze. Později se věnovala užitému umění a navrhování interiérů.
Zemřela po dlouholeté nemoci 1. dubna 2015.

## Dílo
Počátky autorské tvorby Jany Skalické spadají do přelomu sedmdesátých a osmdesátých let. Na svých prvních výstavách (Praha 1980, Hradec Králové 1981) předváděla klasické tkané tapiserie menších formátů. Příkladem typických děl z tohoto období jsou například tapiserie Červený smích (1981) nebo Pád (1981).

80. léta 20. století
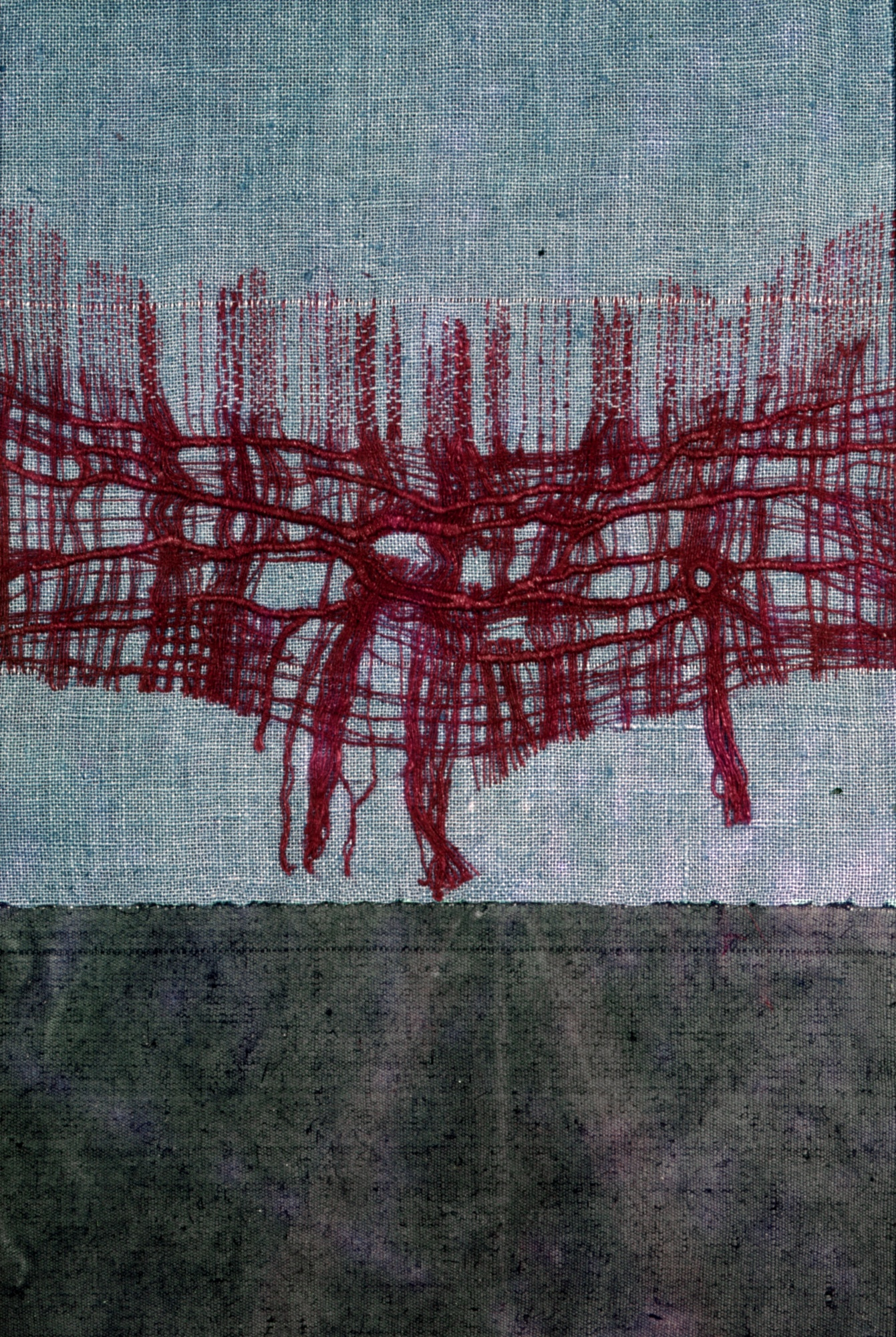
Červený smích 1981
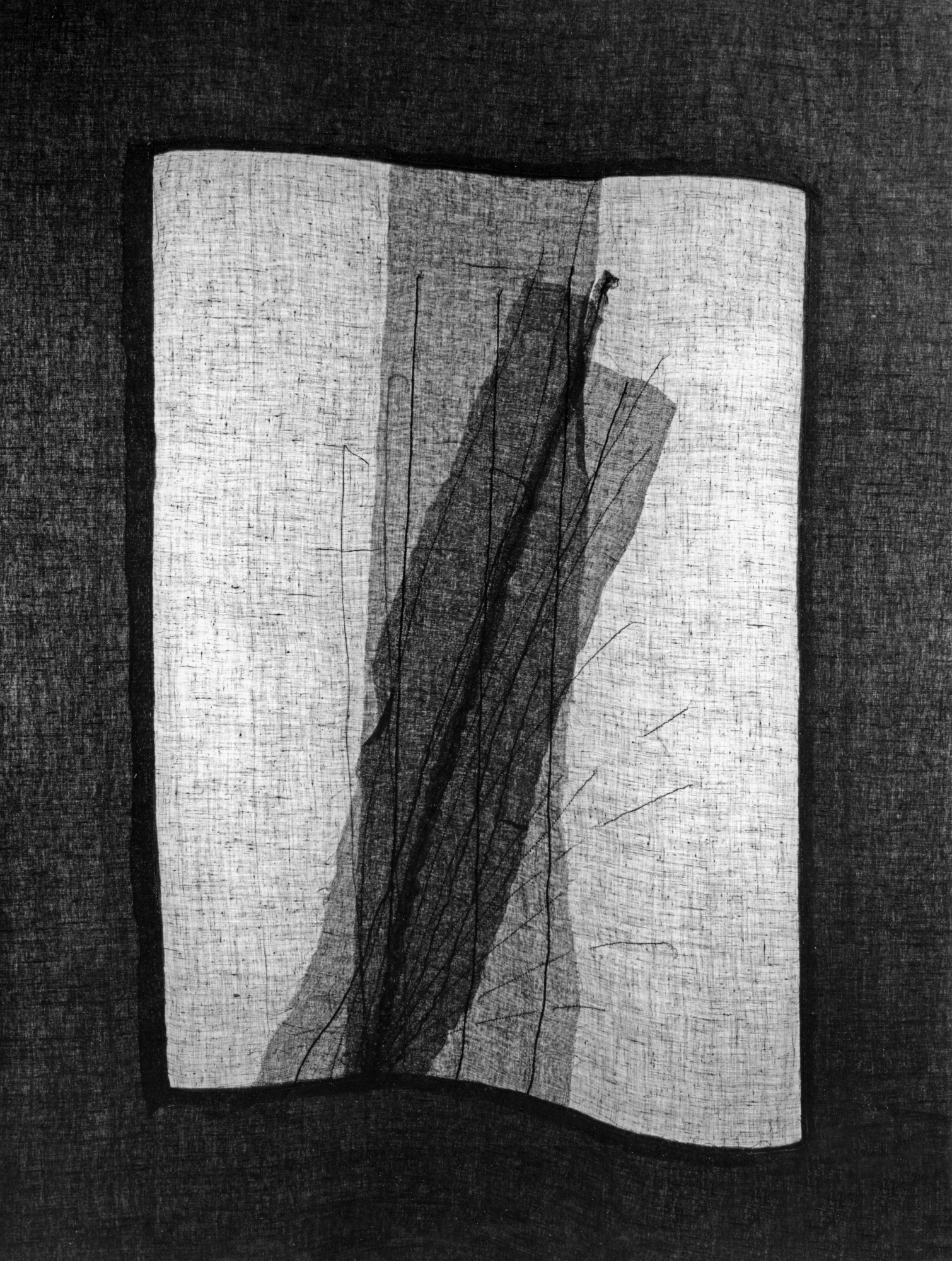
Bez názvu, 80. léta 20. století
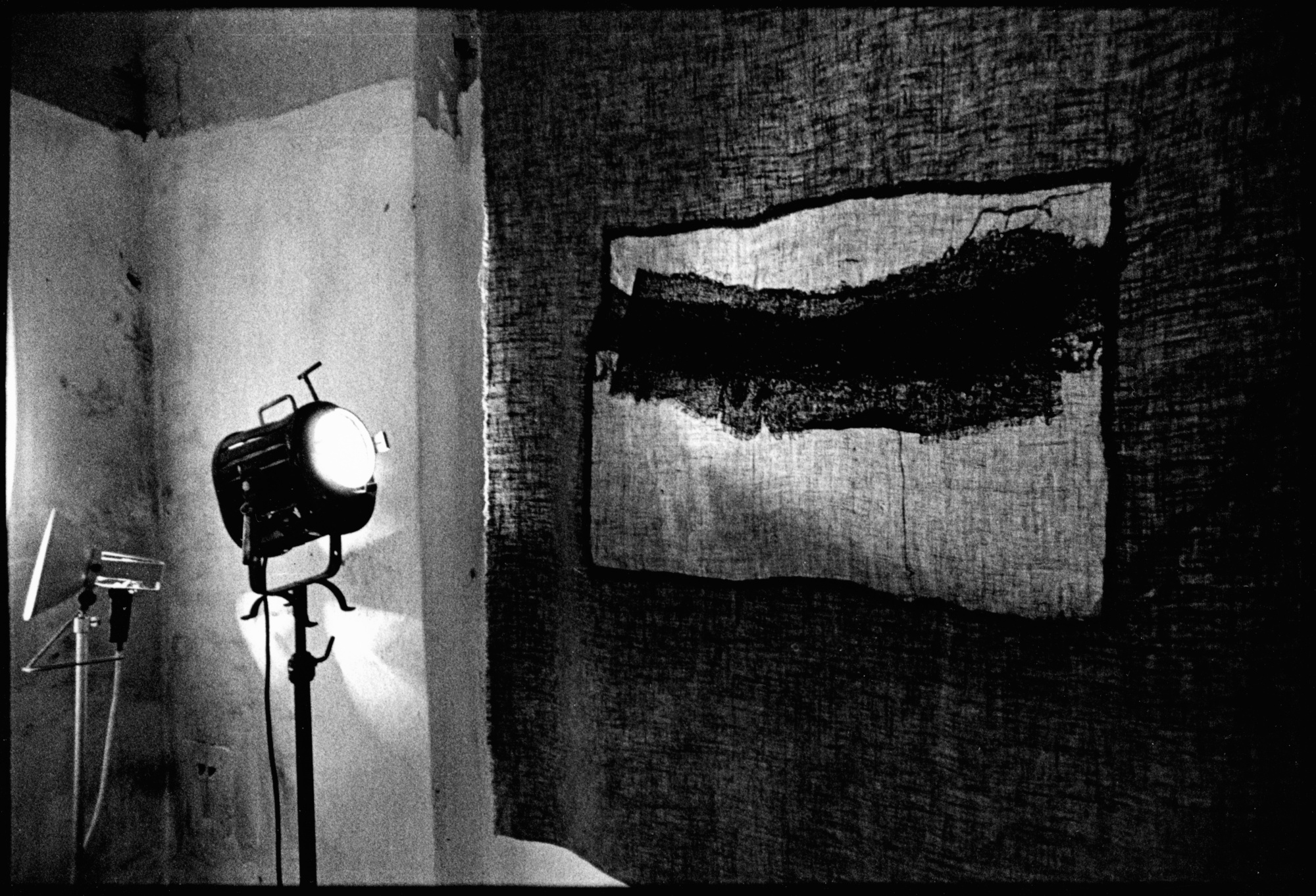
Instalace v rámci 3. výstavy na dvoře, 1982
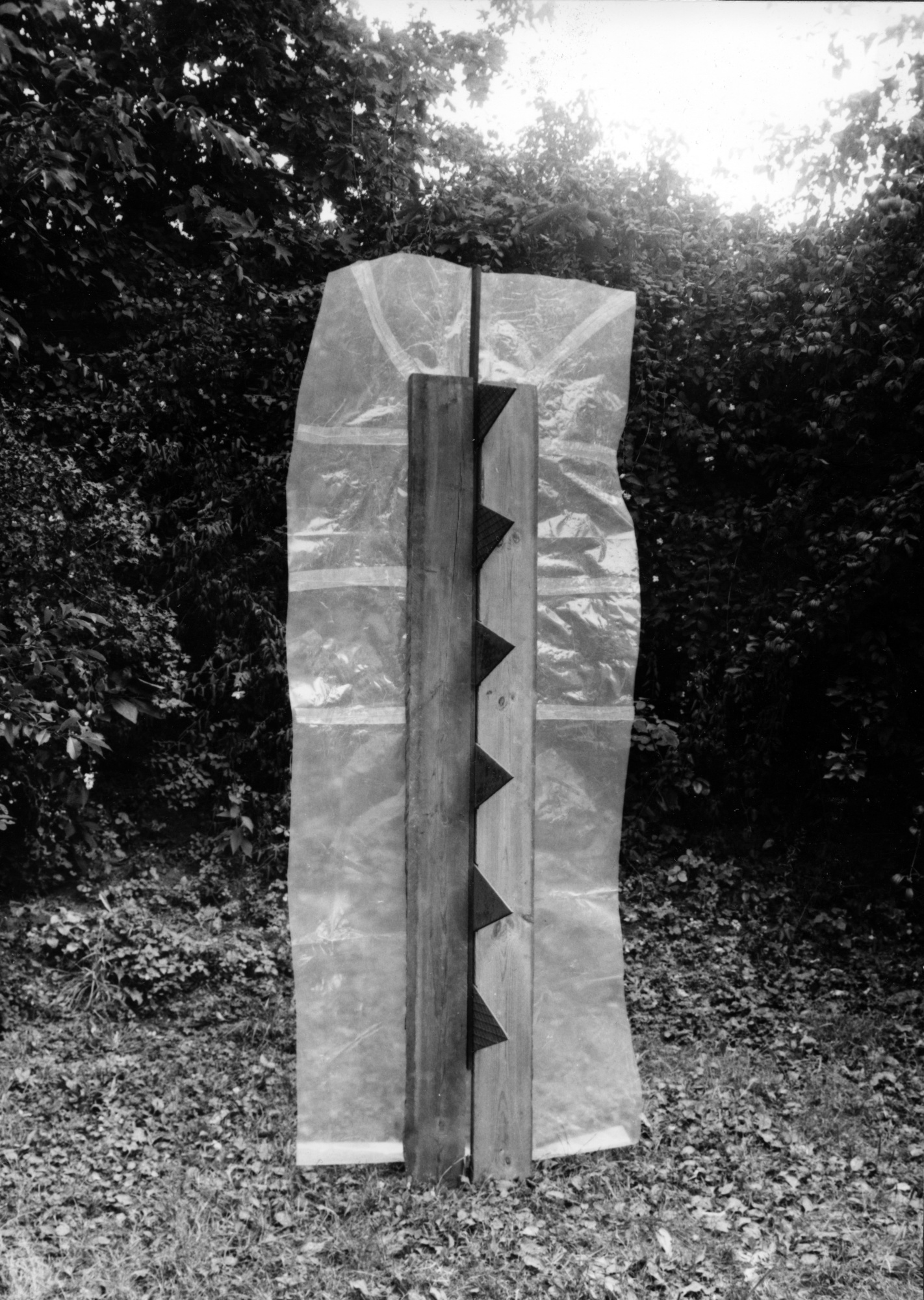
Instalace, Litboř, 80. léta 20. století

Od roku 1981 začala kombinovat textil s igelitem (Déšť, Pád, Hra na tichou poštu nebo Přelet) a později vytvářet díla pouze z tohoto materiálu. Igelitovou fólii autorka různě vrstvila, upravovala, deformovala a spojovala tepelně pomicí žehličky nebo prošíváním na šicím stroji. Výsledná díla pak byla zavěšována nebo napínána na kovové konstrukce. Později začala kombinovat průsvitný a černý igelit. Důležitým aspektem bylo nasvícení děl umělým světlem (například výstavy na dvoře, kde od roku 1980 byla její díla vystavovaná nikoliv v plenéru, ale v upraveném prostoru ateliéru Jaroslava Horálka, který byl zatemněn a osvětlen elektrickými reflektory; podobně na výstavě Kulturní matiné v Junior klubu Na Chmelnici 1987). Vytvářela ale také díla pro prostory s přirozeným osvětlením (například Rockfest v Paláci kultury, 1988).
Začátkem devadesátých let začala kombinovat igelit s dalšími přírodními materiály, zeminou, kameny a dřevem (výstava Objekty v Galerii R, Praha, podzim 1991; výstava Janě Jan, objekty / instalace, Galerie Václava Špály, Praha).

90. léta 20. století
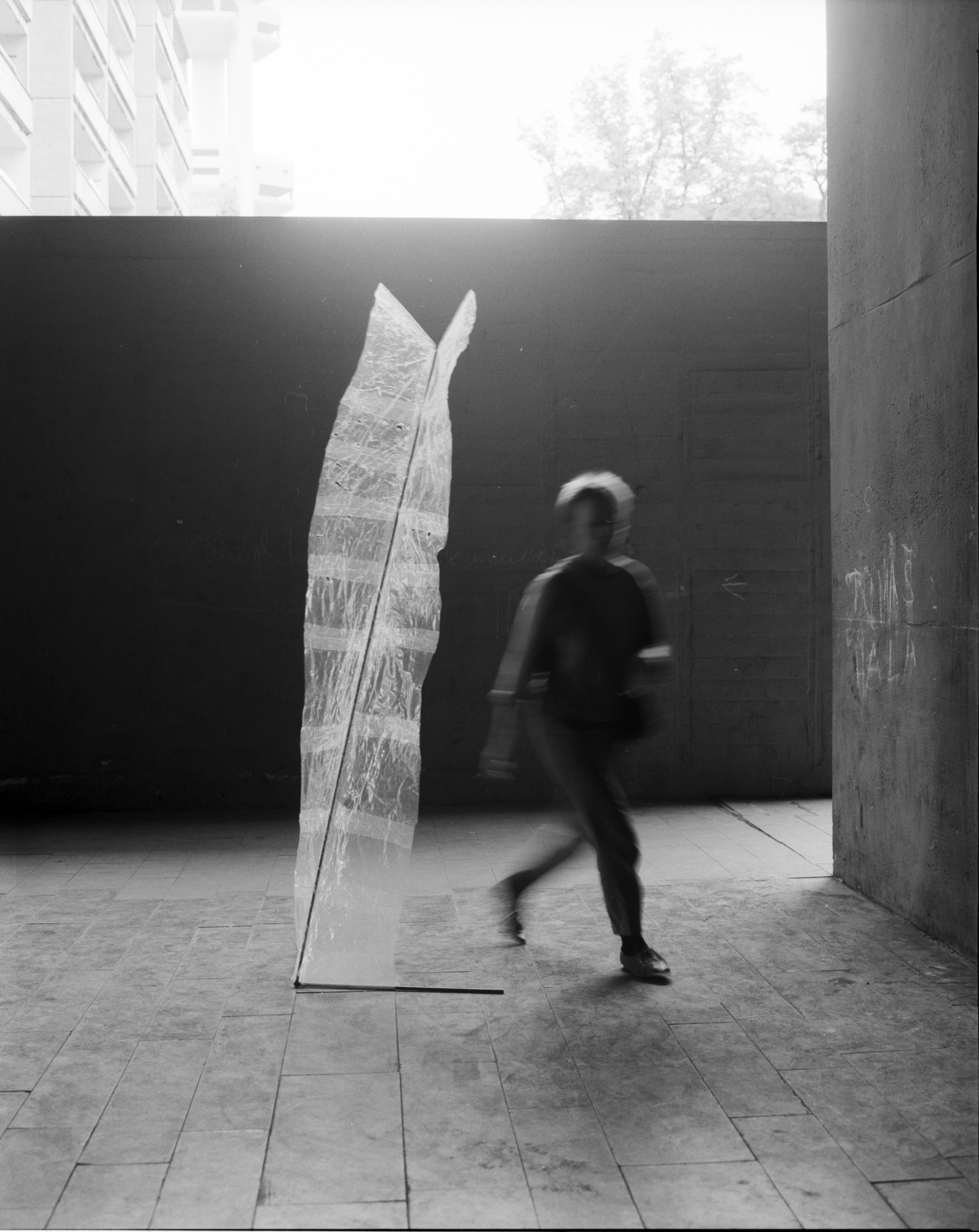
Instalace, Žižkov, 1990
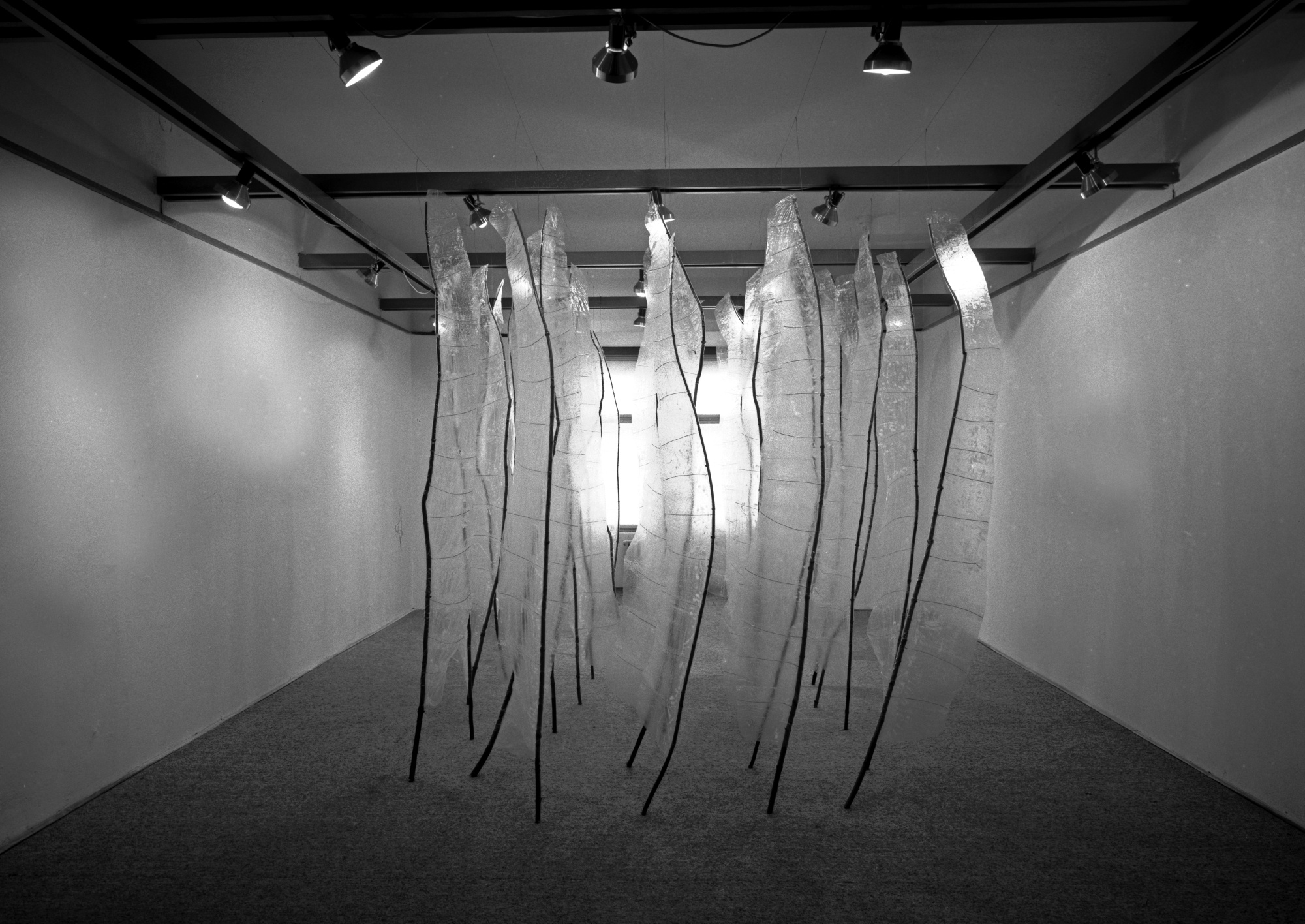
Instalace, výstava v UKDŽ, Praha, 1990
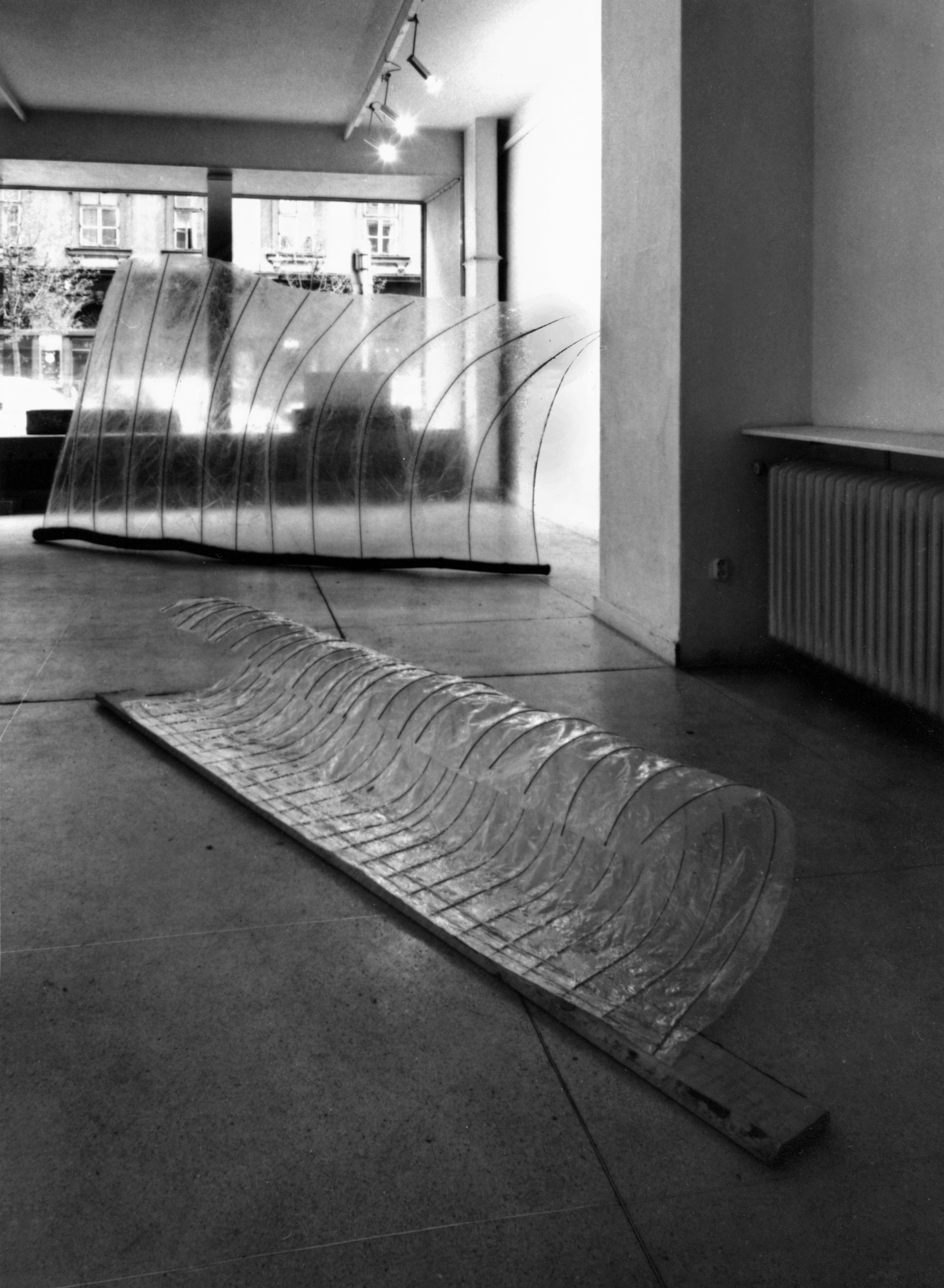
Špálova Galerie, Praha, 1994
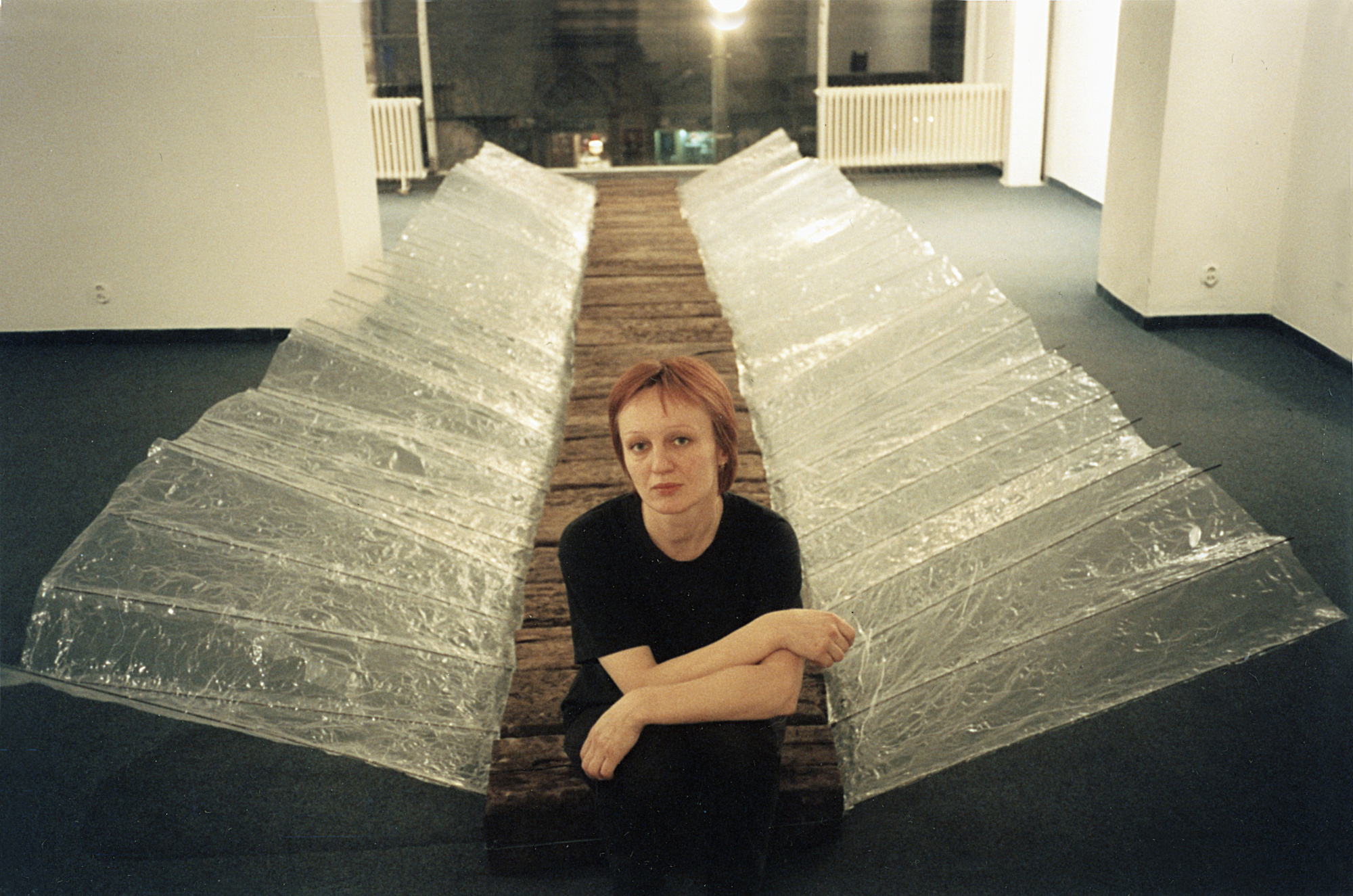
Špálova Galerie, Praha, 1994

Žádné z děl Jany Skalické se nedochovalo, jsou známá pouze z fotografií nebo filmových záběrů. V Archivu výtvarného umění (Centrum současného umění DOX) jsou uložena tři autorská alba Jany Skalické, ve kterých je na fotografiích zachycena její tvorba.

## Výstavy

### Samostatné výstavy
- 1990 Jana Skalická, Klodzki Ostrodek Kultury, Klodzko
- 1990 Jana Skalická: Igelity, Ústřední kulturní dům železničářů, Praha
- 1991 Jana Skalická: Objekty, Galerie R, Praha
- 1992 Jana Skalická: Instalace, objekty, Galerie mladých (Dům U Dobrého pastýře), Brno
- 1994 Jana Skalická: Janě Jan, objekty / instalace, Galerie Václava Špály, Praha
- 2015 Jana Skalická: souborná výstava v rámci Polička/Shelf (malá galerie, autorské knihy v Centru současného umění DOX), Praha[3]

### Skupinové výstavy
- 1980 1. výstava na dvoře, Krokova 3, Praha, spolu s Helenou Horálkovou, Jaroslavem Horálkem a Jaroslavem Benešem
- 1981 2. výstava na dvoře, Krokova 3, Praha
- 1981 Jaroslav Beneš: Fotografie, Jana Skalická: Tapisérie, Východočeské loutkové divadlo Drak, Hradec Králové
- 1982 3. výstava na dvoře, Krokova 3, Praha
- 1983 4. výstava na dvoře, Krokova 3, Praha
- 1984 5. výstava na dvoře, Krokova 3, Praha
- 1987 Rockfest 87, Palác kultury, Praha
- 1987 Roman Havlík: Grafika, Jana Skalická: Grafické objekty (Kulturní matiné), Junior klub Na chmelnici, Praha, 2. - 5. červenec 1987, kurátor: Magdalena Juříková, katalog
- 1988 Festival experimentálného umenia a literatúry, Studio Erté, Nové Zámky
- 1988 Rockfest 88, Palác kultury, Praha
- 1988 Mezinárodní trienále kresby, Wroclaw
- 1988 Jana Skalická: Bez hranic, Jaroslav Beneš: Kontakty, Photo Medium Art Gallery, Wroclaw
- 1989 Milan Kozelka, Jana Skalická, Václav Stratil: Kresby, instalace a realizace (Situace), Junior klub Na chmelnici, Praha
- 1989 16 tapisérií pro Musaion, PNP, Výstavní síň Musaion, Praha
- 1989 Objekty, sochy, instalace v Technickém muzeu, Národní technické muzeum, Praha
- 1991 Alternativy české a slovenské tapisérie, Dům umění města Brna, Brno
- 1993 Výtvarné umění na Kolínsku od 40. let po současnost, Kolín
- 1993 Bienále Evropská výměna Východ – Západ, Zámek Wojnowice
- 1994 4 x 10 Plastiken aus Thüringen, Bayern, Tschechien, Slowakei, Museum Schloss Wilhelmsburg, Schmalkalden
- 1994 4 x 10 Plastiky z Durínska, Bavorska, Slovenska a Českej republiky, Galéria Jána Koniarka v Trnave, Trnava
- 1994 1. nový zlínský salon, Zlín
- 1997 In-Tensione II: Dialog s prostředím, Centro documentazione ricerca artistica contemporanea Luigi Di Sarro, Roma
- 1997 Ateliér veškerého sochařství. Práce studentů Kurta Gebauera a Jany Skalické, Zámek Hradec nad Opavicí, Opava
- 1998 Ateliér veškerého sochařství. Ateliér Kurta Gebauera na Vysoké škola uměleckoprůmyslové v Praze, Richterova vila, Praha
- 2019 Doba plastová, Východočeská galerie v Pardubicích, Zámek, Pardubice, 26. června – 6. října 2019[4][5]